# Кам'янський район (Катеринославська округа)
Кам'янський район Дніпропетровської (до 1926 р. — Катеринославська) округи — адміністративна одиниця, що існувала на території сучасної Дніпропетровської області у 1923—1931 роках. Районний центр місто Кам'янське.

## Історія
Утворений 7 березня 1923 з Романківської і Кам'янської волостей з центром у м. Кам'янському у складі Катеринославської округи Катеринославської губернії.

## Склад і територіальні зміни
До складу Кам'янського району входили місто Кам'янське та 7 сільських рад — Аульська, Кам'янська, Миколаївська, Тритузнянська, Новоселівська, Карнаухівська та Романківська сільські ради. На їх території розташувались 34 населених пункти — місто Кам'янське, села Аули, Кам'янське, Новоселівка, Миколаївка, Тритузне, Карнаухівка, Романкове, хутір Романківський, Кам'янська пароплавна станція, залізничні станції Запоріжжя (Кам'янське) та Тритузна, 15 залізничних будок, 3 залізничні казарми, 3 напівказарми та 2 залізничні роз'їзди населені обслуговчим персоналом.
10 грудня 1924 до району приєднана колишня Карнаухівська волость Діївського району Катеринославської округи.
У 1927 р. сільська частина Кам'янського була приєднана до міста Кам'янського.
Постановою Всеукраїнського Центрального Виконавчого Комітету (ВУЦВК) від 18 квітня 1929 р. до Кам'янського району було приєднано територію Криничуватського району Дніпропетровської округи з Криничанською, Карнаухівсько-Хуторівською, Червоно-Маяцькою, Ганно-Зачатівською, Семенівською, Березанівською, Мало-Михайлівською, Теплівською та Мало-Олександрівською сільськими радами.
Станом на 8 лютого 1930 р. до Кам'янського району входили Кам'янська міська та 21 сільська рада: Новоолександрівська, Томаківська (?), Семенівська, Сурсько-Михайлівська, Криничанська, Червоно-Маяцька, Новоселівська, Карнаухівсько-Хуторівська, Мало-Михайлівська, Березніватівська, Ганно-Зачатівська, Романківська, Благовіщенська, Миколаївська, Василівська, Карнаухівська, Червоно-Іванівська, Тритузнянська, Аульська та Кам'янська (як сільська частина міста Кам'янського).
15 вересня 1930:
- Аульська та Романківська сільради, Кам'янська міськрада і Тритузнянська та Карнаухівська селищні ради були підпорядковані Дніпропетровській міській раді.
- до району приєднана Попово-Балківська сільрада розформованого Дніпропетровського району.
- Теплівська та Мало-Олександрівська сільради перейшли до складу Божедарівського району Криворізької округи.
- центр Кам'янського району перенесений з міста Кам'янського до села Кринички, Кам'янський район перейменований на Криничуватський.

Ліквідований 3 лютого 1931, територія перейшла до Солонянського району.
Утворений знову як Кам'янський район 5 березня 1931 з центром в м. Кам'янське у складі:
- Кам'янська міська рада, Тритузнянська і Карнаухівська селищні ради, Аульська і Романківська сільські ради зі складу Дніпропетровської міської ради;
- Криничанська, Ганно-Зачатівська, Карнаухово-Хутірська, Василівська, Миколаївська, Благовіщенська, Степанівська, Семенівська, Новоселівська і Червоно-Іванівська сільські ради Солонянського району. 11 квітня 1931 року район було ліквідовано, а його територію підпорядковано Кам'янській міській раді.[5]